# Jouni Kaipainen
Jouni Ilari Kaipainen (født 24. november 1956 i Helsinki, Finland, død 23. november 2015 i Tammerfors) var en finsk komponist.
Kaipainen studerede på Sibelius Akademiet hos Aulis Sallinen og Paavo Heininen (1973-1976).
Han har skrevet 5 symfonier, orkesterværker, kammermusik, korværker, sange, 
musik til scenen, koncerter etc. 
Han hører til en af nutidens vigtige finske komponister i klassisk musik.

## Udvalgte værker
- Symfoni nr. 1 (1980-1985) - for orkester
- Symfoni nr. 2 (1994) - for orkester
- Symfoni nr. 3 (1999-2004) - for orkester
- Symfoni nr. 4 "Komedie" (2010-2012) - for solister, herrekor og orkester
- Symfoni nr. 5 (ufuldendt) (2015) - for orkester
- Klaverkoncert (1997) - for klaver og orkester
- Cellokoncert (2002) - for cello og orkester
- Violinkoncert (2006) - for violin og orkester